# Cristiane Costa
Cristiane Henriques Costa (Rio de Janeiro, 1964) é uma escritora, jornalista, pesquisadora e professora universitária brasileira.

## Educação e carreira
Formou-se em Jornalismo pela Universidade Federal Fluminense. É doutora em Comunicação pela UFRJ. Em 2010, recebeu uma Bolsa Petrobras de Criação Literária e iniciou a pesquisa que levou à publicação de seu primeiro romance, Sujeito oculto. O livro é constituído por colagens de trechos de obras de diversos autores, como Machado de Assis, Jorge Luis Borges e Gustave Flaubert, num processo influenciado pela cultura do remix.

## Obras
- 2014 - Sujeito oculto (Aeroplano/e-galáxia)

### Infanto-juvenil
- 2003 - Coisas que Eu Diria A Minha Filha... Se Ela Topasse Ouvir (Planet)
- 1997 - Amor Sem Beijo (Global )

### Não-ficção
- 2000 - Eu compro essa mulher: romance e consumo nas telenovelas brasileiras e mexicanas (Zahar)
- 2005 - Pena de Aluguel: Escritores e Jornalistas no Brasil (Companhia das Letras)